# Montgomery County (Mississippi)
 For alternative betydninger, se Montgomery County. (Se også artikler, som begynder med Montgomery County)
Montgomery County er et county i den amerikanske delstat Mississippi.
33°30′N 89°37′V / 33.5°N 89.61°V